# Gabriel de Rochechouart de Mortemart
Gabriel de Rochechouart de Mortemart (1600 – 26. prosince 1675, Paříž) byl francouzský šlechtic a otec markýzy de Montespan, milenky Ludvíka XIV. Byl také přítelem francouzského krále Ludvíka XIII.

## Život
Gabriel de Rochechouart de Mortemart se narodil jako syn Gasparda de Rochechouart de Mortemart, markýze z Mortemart, a jeho manželky Luisy de Maure, suo jure hraběnky z Maure. Jeho mladší bratr Louis de Rochechouart de Mortemart zemřel v roce 1669 bezdětný.
Velkou část dětství strávil Gabriel s budoucím francouzským králem Ludvíkem XIII., dokud nebyl v roce 1610 zavražděn princův otec, král Jindřich IV. Francouzský. V roce 1630 byl jmenován prvním pánem komory Ludvíka XIII., což mu vyneslo důchod 6000 livrů. Udržoval také styky s mocným kardinálem Richelieu a byl důvěrníkem královny, rodilé Španělky Anny Rakouské.
Pro svou kultivovanost se stal znám jako esprit Mortemart; měl zvláštní typ důvtipu, který mu umožňoval říkat nemožné věci.
U královského dvora byl oblíbený, a to i přesto, že byli jeho bratr Louis a bratranec François de Rochechouart vypovězeni za svou účast ve dni oklamaných v listopadu 1630, kdy nepřátelé kardinála Richelieu chybně věřili, že se jim podařilo přesvědčit krále Ludvíka XIII., aby kardinála zbavil moci.
V roce 1632 se Gabriel oženil s Diane de Grandseigne (1615 – 11. února 1666), dcerou Jeana de Grandseigne, markýze de Marsillac, a Kateřiny de La Béraudière, dámy de Villenon.
Rok po svatbě se stal na příkaz krále rytířem.
Během svého dětství, než nastoupil na otcovo místo, byl znám jako, což byl přidružený titul, který byl v roce 1668 povýšen na vévodský.
Když jeho otec v roce 1643 zemřel, stal se Gabriel markýzem de Mortemart.
Dne 23. prosince 1663 povýšil král Ludvík XIV. Mortemart na vévodství. Toho dne se stal vévodou také Anne de Noailles; rodiny Noailles a Mortemart byly v roce 1723 spojeny sňatkem Gabrielova vnuka Ludvíka Alexandra, hraběte z Toulouse, syna Madame de Montespan, s vnučkou vévody de Noailles, Marií Viktorií.
V roce 1669 byl Gabriel jmenován guvernérem Paříže.
Gabriel de Rochechouart de Mortemart zemřel 26. prosince 1675 ve věku asi 75 let v Paříži.

## Potomci
Z asi třicet čtyři let trvajícího manželství se Gabrielovi a Dianě narodilo pět dětí:
- Gabrielle de Rochechouart de Mortemart (1634 – 12. září 1693)
- Louis Victor de Rochechouart, vévoda de Mortemart, vévoda de Vivonne (25. srpna 1636 – 15. prosince 1688), maršál Francie 1675
- Françoise de Rochechouart de Mortemart (5. října 1641 – 27. května 1707)
- Marie Christine de Rochechouart de Mortemart
- Marie Madeleine de Rochechouart de Mortemart (1645 – 15. srpna 1704)

## Tituly a oslovení
- 1600 – 25. července 1643: markýz z Vivonne
- 25. července 1643 – 23. prosince 1663: markýz z Mortemart
- 23. prosince 1663 – 26. prosince 1675: vévoda z Mortemart

Pair Francie, kníže z Tonnay-Charente, vikomt z Rochechouart (nejstarší francouzský titul z roku 980), markýz z Montpipeau (poskytnut Ludvíkem XIII.), hrabě z Limoges (1661), vévoda z Vivonne (1668). Panství a farnosti Montrol, Nouic, Blond, Vaulry, Beuilaufa, Le Fraisse, Javerdat, Saint-Victurnien (baronství), Oradour-sur-Glane (Châtellenie), baronství Châtellenies z Lussacu, Verrières a Dienné.